# Никольское (Москва, север)
Никольское — бывшее село, вошедшее в состав Москвы в 1960 году. Находилось на территории современного Войковского района.

## История

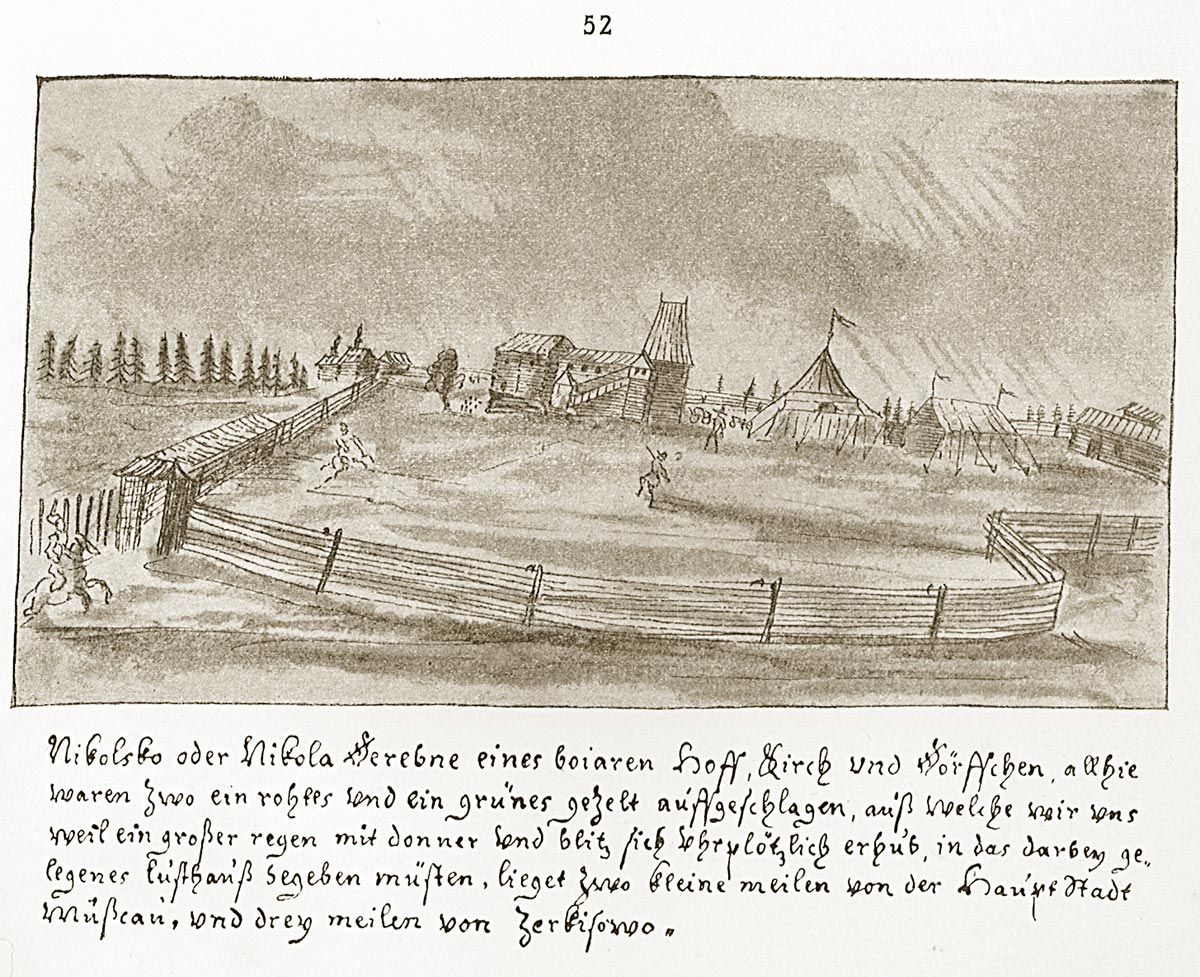
Никольское в 1661 году

Село впервые упоминается в писцовой книге в 1584 году. В середине XVI века владельцем села был воевода Юрий Иванович Токмаков, служивший при дворе Ивана Грозного, а на момент первого описания — Яков Васильевич Зюзин. В селе было 5 дворов и деревянная церковь во имя Николая Чудотворца. В Смутное время село пострадало от войны и голода и к 1623 году уменьшилось в размерах. При этом село оставалось в роду Зюзиных. В 1617 году вдова Федора Алексеевича Зюзина отдала село своей дочери, которая вышла замуж за Дмитрия Мамстрюковича Черкасского, племянника второй жены Ивана Грозного. Он был видным государственным деятелем первой половины XVII века, при нём в Никольском в 1646 году было 5 дворов, в которых проживало 15 крестьян. После смерти Дмитрия Черкасского село перешло к князю Якову Куденетович Черкасскому, полководцу времен царя Алексея Михайловича, а после его смерти в 1667 году владельцем стал его сын Михаил Яковлевич. Он хотел превратить Никольское в загородную резиденцию, однако в ней случился пожар. В селе числилось 19 дворов крестьянских и дворовых людей, в которых проживало 44 человека.
В 1713 году село получил в наследство Алексей Михайлович Черкасский, а после — его дочь Варвара Алексеевна, считавшаяся самой богатой невестой в России. В 1743 году она вышла замуж за Петра Борисовича Шереметева, так Никольское оказалось во владении Шереметевых. Петр Борисович был очень богат, жил в роскоши, большую часть времени проводил в Кусково, а Никольское оставлял без внимания. Церковь в селе постепенно пришла в негодность и была закрыта. После смерти Петра Шереметева все владения унаследовал его сын Николай Петрович. При нём в селе остался только плодовый сад и насчитывалось 14 дворов. Жители занимались хлебопашеством, а также извозом. В 1809 году село досталось Дмитрию Николевичу Шереметеву, который был известен своей благотворительной деятельностью. Во время войны 1812 года село занял баварский кавалерийский полк из дивизии графа Орнано. На них постоянно нападали казаки генерала Ф. Ф. Винцингероде. В 1871 году умер Дмитрий Шереметьев, и село было поделено между его вдовой и сыновьями. С этого времени в Никольском стали появляться первые фабрики. В 1820-х годах в селе было две кузницы, кирпичный завод. В 1860 году на берегу реки Химки на средства купца И. И. Богомолова и графа Шереметева была построена небольшая суконная фабрика, при следующем владельце фабрики — мещанине Чибисове — фабрика сгорела при неизвестных обстоятельствах. Восстановили фабрику братья Николай и Герасим Синицыны в 1890 году. Через 20 лет она перешла к компании «Бланшар и Ко».
После Первой мировой войны и Революции в селе начался промышленный подъём: был открыт кирпичный завод и шерстомойная фабрика. Согласно переписи 1926 года, половина жителей Никольского была задействована на производстве. В 1922 году на берегу реки Химки был организован совхоз, который ликвидировали в 1930 году. В 1931 году принято решение о строительстве канала Москва-Волга, между селом и рекой построили лагерь и барачный поселок для строителей канала. Правая сторона Никольского также застраивалась бараками. В 1938 году эти территории получили название Никольского поселка. Правая часть поселка вошла в состав Москвы в 1958 году, левая — в 1960 году.